# Monotony
A Monotony a Neoton Família Magánügyek c. albumának Dél-Koreában és Japánban kiadott klónja, eltérő borítókkal. CD-n nem jelent meg. Utolsó dala, a The Middle Of The Night az olaszoknál kislemezen is megjelent, valamint szerepel Éva Midnight c. albumán, melyen angolul énekli.

## Megjelenések
| Ország    | Formátum | Sorszám  | Kiadó       | Év   |
| --------- | -------- | -------- | ----------- | ---- |
| Dél-Korea | LP       | PR 1205  | South Korea | 1985 |
| Japán     | LP       | RPL-8322 | RCA         | 1985 |

- Halley's Comet
- No
- Music
- Digital Love
- Home Again
- Under The Sun
- Gloria
- Monotony
- Fly In Your Pie
- The Middle Of The Nigh